# إدين دجيكو
إدين دجيكو أو إدين دزيكو (بالبوسنوية: Edin Džeko؛ مواليد 17 مارس 1986) هو لاعب كرة قدم بوسني يلعب في مركز الهجوم مع نادي فنربخشة في الدوري التركي الممتاز ومنتخب البوسنة والهرسك. وهو الهداف التاريخي لمنتخب بلاده.

## مسيرته الكروية

### بدايته المبكرة
بدأ كرة القدم في نادي زيليزنيكار كيه البوسني، كلاعب خط وسط في موسم 2003–05، أين سجل خمسة أهداف من مجموع 40 مباراة. وفي سنة 2005 تمت إعارته إلى فريق أوستي ناد لابيم التشيكي، وقد سجل خلال تلك الفترة ستة أهداف في 15 مباراة. وفي وقت لاحق من ذلك العام، انتقل إلى نادي كيه تبليتسه التشيكي، حيث سجل 16 هدفًا في 43 مباراة، ليصبح هداف للدوري في موسم 2006–07. ونظرًا لأدائه الممتاز وقع مع نادي فولفسبورغ بمبلغ 4 ملايين يورو تقريباً وانتقل في بداية عام 2011 ليلعب مع مانشستر سيتي.

### فولفسبورغ
بعد انتقاله إلى فولفسبورغ، خطف الأضواء بإحرازه خمسة أهداف في 11 مباراة. وقد تم إختياره كأفضل مهاجم في النصف الأول من البوندسليغا لموسم 2007–08. خلال موسمه الأول في ألمانيا، أنهى فولسبورغ الموسم في المرتبة الخامسة، وبهذا تأهل الفريق إلى كأس الاتحاد الأوروبي لموسم 2008–09، وقد أنهى دجيكو الموسم برصيد ثمانية أهداف، وسبع تمريرات حاسمة في 17 مباراة. وبعد إمضاء مواطنه الدولي البوسني زفيزدان ميسيموفيتش لفولسبورغ، كان أداء دجيكو منفجرًا في الموسم الثاني. وعلى الرغم من البدابة المتواضعة في النصف الأول من الموسم، إلا أن فولفسبورغ تمكن من الفوز بلقب الدوري الألماني. وفي مايو 2009، سجل دجيكو ثلاثية ضد هوفنهايم، وثلاثية أخرى ضد هانوفر 96 بعد أسبوعين فقط، وقد ساهم إدين بشكل فعال لتتويج فريقه بلقب الدوري الألماني لكرة القدم سنة 2009. وأنهى الموسم مسجلًا 26 هدفًا و10 تمريرات حاسمة في 32 مباراة في الدوري. وحل ثانيًا في قائمة هدافي البطولة وراء زميله البرازيلي غرافيتي والذي شكل معه ثنائيًا هجوميًا مميزًا، حيث سجل الأخير 28 هدفا في الدوري، وقد أصبحا الثنائي الأكثر نجاحا والأكثر تسجيلًا للأهداف في تاريخ الدوري الألماني.
وفي كأس ألمانيا، سجل 6 أهداف في مباريتين، و4 أهداف في 8 مباريات في إطار كأس الاتحاد الأوروبي، كل هذا التألق جعله ينال جائزة أفضل لاعب في البوندسليغا لسنة 2009. وعلى الرغم من اهتمام نادي ميلان الإيطالي بضمه ، إلا أنه قرر تجديد عقده إلى غاية يونيو 2013. سجل هدفه الأول في دوري أبطال أوروبا في 30 سبتمبر 2009 ضد مانشستر يونايتد في المباراة التي هُزم فيها فيها فريقه 2–1 على ملعب أولد ترافورد.
وكان واحدًا من بين 30 لاعبًا مرشحًا لنيل جائزة الكرة الذهبية لسنة 2009. وقد أنهى موسم 2009–10 كهداف للبوندسليغا مسجلًا 22 هدفًا. في 28 أغسطس 2010، أصبح دزيكو أفضل هداف في تاريخ النادي مسجلًا 59 هدفًا في 96 مباراة، ليتجاوز الأرجنتيني دييغو كليموفيتش الذي سجل 57 هدفًا في 149 مباراة.

### مانشستر سيتي
بعد شائعات كثيرة، أكد روبرتو مانشيني، مدرب نادي مانشستر سيتي، في 3 يناير 2011 أنه تم الاتفاق مع فولفسبورغ على رسوم قدرها 27 مليون£ (32 مليون €)، وهو الذي كان أعلى ثاني انتقال في تاريخي السيتي آنذاك، بعد روبينيوالذي إنتقل بمقابل 32.5 مليون£ (42.5 مليون يورو) الذي قدم من ريال مدريد في 2008.

### روما
بعد أشهر من الإشائعات خلال سوق الانتقالات الصيفية لعام 2015، وقع دجيكو رسمياً مع روما في 12 أغسطس 2015، على سبيل الإعارة بقيمة 4 ملايين يورو مع خيار الشراء مقابل 11 مليون يورو يصبح إلزاميًا بعد تحقيق بعض الأهداف المتعلقة بالأداء. تم تفعيل هذا البند في 1 أكتوبر 2015، مما يجعل دجيكو لاعب دائم في روما.

#### موسم 2015–16
خاض أول مباراة له في الدوري الإيطالي الدرجة الأولى بعد عشرة أيام من انتقاله من مانشستر سيتي، حيث شارك في المباراة التي انتهت بالتعادل 1-1 أمام هيلاس فيرونا، وفي ظهوره الثاني يوم 30 أغسطس، سجل هدف الفوز في الدقيقة 79 ليهزم حامل اللقب يوفنتوس 2-1 في ملعب الأولمبيكو. في 21 فبراير 2016، سجل أول هدفين له مع روما، حيث سجل الهدفين الأول والأخير في فوز 5–0 على باليرمو.

#### موسم 2016–17
بعد موسم أول مخيب للآمال نسبيًا مع النادي، حيث سجل دزيكو 8 أهداف فقط في الدوري الإيطالي و10 أهداف في جميع المسابقات مع روما، بدأ موسم 2016-2017 بـ12 هدفًا في 15 مباراة، و17 هدفًا في 20 مباراة بشكل عام، وبالتالي عادل بداية الموسم التي حققها غابرييل باتيستوتا، والتي فاز فيها بلقب الدوري مع روما. في 24 نوفمبر 2016، سجل ثلاثية في الدوري الأوروبي، في فوز 4–1 على فيكتوريا بلزن. في 16 فبراير 2017، سجل أيضًا ثلاثية في مباراة الذهاب في الدوري الأوروبي ضد فياريال، والتي فاز بها روما 4–0. في 12 مارس 2017، أصبح رابع لاعب من روما يصل إلى 30 هدفًا في جميع المسابقات في موسم واحد.
في 1 أبريل 2017، أصبح دجيكو أول لاعب من روما على الإطلاق يصل إلى 33 هدفًا في موسم واحد في جميع المسابقات، متجاوزًا الرقم القياسي السابق البالغ 32 هدفًا والذي كان يحمله رودولفو فولك وفرانشيسكو توتي بشكل مشترك. واختتم الموسم برصيد 39 هدفاً في جميع المسابقات، منها 29 هدفاً في الدوري الإيطالي جعلته هداف البطولة في ذلك الموسم، ليصبح أول لاعب بوسني يفعل ذلك.

#### موسم 2017–18
بدأ دزيكو موسمه الثالث مع نادي روما بتسجيله ستة أهداف في أول خمس مباريات بالدوري. وسجل هدفه الأول في الموسم ضد إنتر ميلان في 26 أغسطس 2017، والتي خسرها روما بنتيجة 1-3. وفي المباراتين التاليتين، سجل هدفين، ضد فيرونا. وبينيفينتو. واصل تألقه التهديفي عندما افتتح التسجيل ضد ميلان في 1 أكتوبر، في فوز 2-0 خارج أرضه على سان سيرو.

#### موسم 2018–19
بدأ دجيكو موسمه الرابع مع روما بتسجيله هدف الفوز على تورينو في 19 أغسطس. سجل دجيكو أول هاتريك له وأول هاتريك لنادي روما في دوري أبطال أوروبا في 2 أكتوبر، حيث أنتهت المباراة بفوز فريقه 5–0 على فيكتوريا بلزن في مرحلة المجموعات من دوري أبطال أوروبا 2018–19.

#### موسم 2019–20
خلال فترة ما قبل الموسم 2019–20، مدد دزيكو عقده مع روما حتى يونيو 2022 في 16 أغسطس 2019. سجل هدفه الرسمي الأول للنادي في الموسم الجديد في 25 أغسطس 2019، في مباراة التعادل 3–3 على أرضه في الدوري ضد جنوة. في 22 سبتمبر 2019، سجل دجيكو هدفًا في الدقيقة 93 في فوز روما 1–2 خارج أرضه على بولونيا في الدوري.

### إنتر ميلان
في 14 أغسطس 2021، انضم دزيكو إلى نادي إنتر ميلان الإيطالي، ولكن دون أن يكون يُقدّم رسميًا لعب مباراة ودية ضد نادي دينامو كييف الأوكراني بعد أن تم اختياره في التشكيلة الأساسية، وسجل الهدف الثاني لفريقه خلال الفوز 3–0 على أرضه. في وقت لاحق من ذلك اليوم، أعلن الإنتر عن التوقيع معه في صفقة لمدة عامين.

## مسيرته الدولية

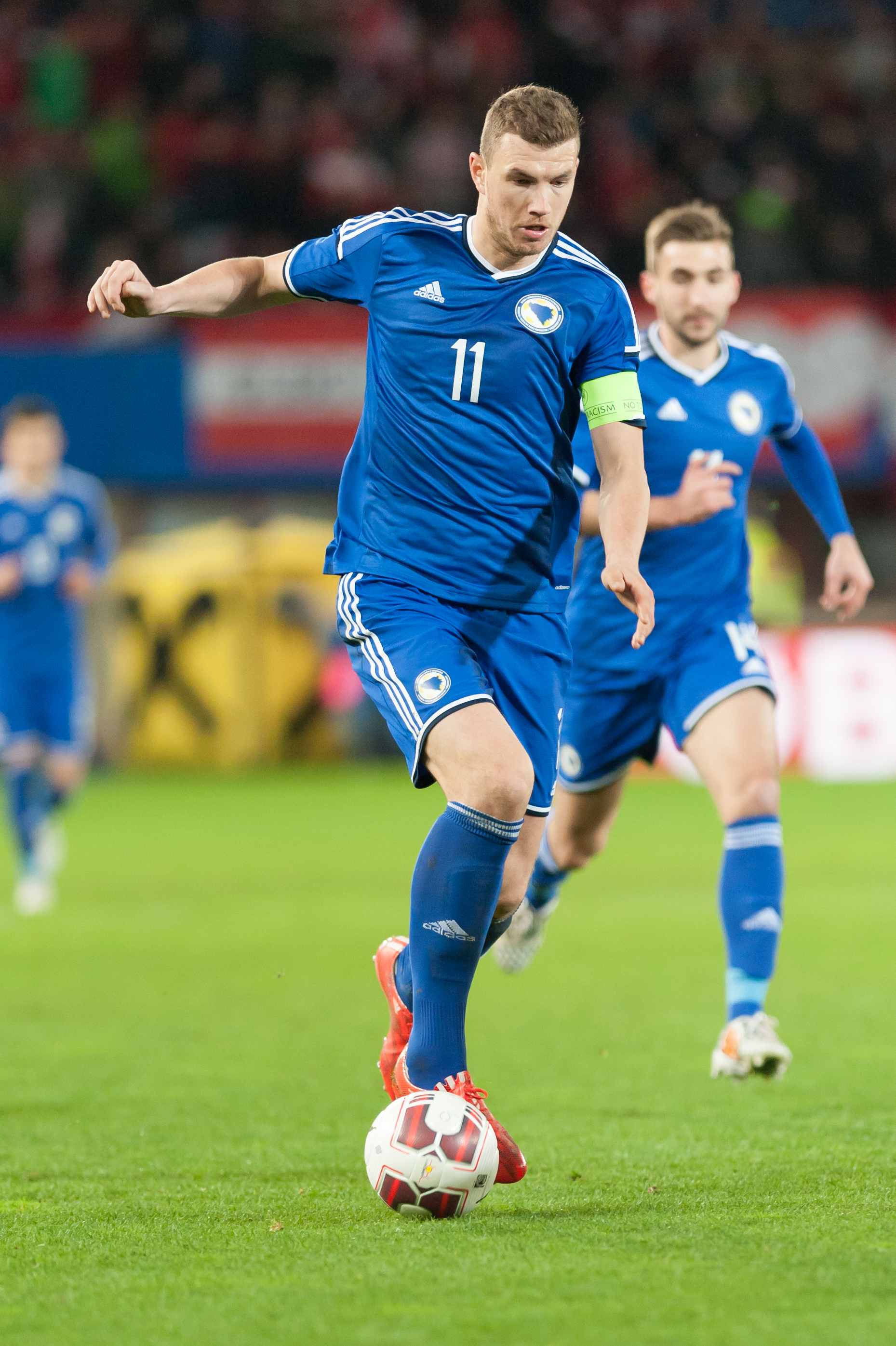
مباراة دولية ودية النمسا ضد البوسنة

كان أول ظهور دولي له مع منتخب البوسنة والهرسك تحت 19 عامًا. لكن أول مباراة مع منتخب الأكابر كانت ضد المنتخب التركي في 2 يونيو 2008. تلك المباراة لا تنسى بالنسبة للاعب، حيث سجل هدفًا رائعًا من منطقة الجزاء خلال الوقت بدل الضائع للشوط الأول.
وقد سجل تسعة أهداف في إطار تصفيات كأس العالم 2010، وأصبح ثاني أفضل هداف للتصفيات في أوروبا، رفقة الإنجليزي واين روني، خلف اليوناني ثيوفانيس غيكاس الذين سجل 10 أهداف.

## حياته الشخصية
يتحدث دجيكو خمس لغات بطلاقة وهي: البوسنية، التشيكية، الألمانية، الإنجليزية والإيطالية. وهو مسلم.
في نوفمبر 2009، أصبح دجيكو أول سفير يونيسيف بوسني. وقد زار عدة مدارس في المناطق الفقيرة من البوسنة والهرسك وساعد الأطفال الذين مروا بتجارب مؤلمة تتعلق بالحرب في البوسنة وغيرها من الحالات.
في 31 مارس 2014، تزوج دجيكو من صديقته أمرا سيلاجديتش. في فبراير 2016، أصبح أب لفتاة تدعى أونا. ولد طفله الثاني، وهو صبي يدعى داني، في سبتمبر 2017.

## الإحصائيات

### النادي
آخر تحديث 2 أكتوبر 2018.
| النادي                  | الموسم   | الدوري                | الدوري | الدوري  | الكأس  | الكأس   | كأس السوبر | كأس السوبر | قاري   | قاري    | أخرى   | أخرى    | المجموع | المجموع |
| النادي                  | الموسم   | الدرجة                | الظهور | الأهداف | الظهور | الأهداف | الظهور     | الأهداف    | الظهور | الأهداف | الظهور | الأهداف | الظهور  | الأهداف |
| ----------------------- | -------- | --------------------- | ------ | ------- | ------ | ------- | ---------- | ---------- | ------ | ------- | ------ | ------- | ------- | ------- |
| جيلييزنيتشار            | 2003–04  | دوري البوسنة والهرسك  | 15     | 2       | 1      | 0       | –          | –          | 1      | 0       | –      | –       | 17      | 2       |
| جيلييزنيتشار            | 2004–05  | دوري البوسنة والهرسك  | 20     | 1       | 5      | 1       | –          | –          | 0      | 0       | –      | –       | 25      | 2       |
| جيلييزنيتشار            | المجموع  | المجموع               | 35     | 3       | 6      | 1       | –          | –          | 1      | 0       | –      | –       | 42      | 4       |
| تيبليتسه                | 2005–06  | الدوري التشيكي        | 13     | 3       | –      | –       | –          | –          | –      | –       | –      | –       | 13      | 3       |
| تيبليتسه                | 2006–07  | الدوري التشيكي        | 30     | 13      | 3      | 1       | –          | –          | 2      | 0       | –      | –       | 35      | 14      |
| تيبليتسه                | المجموع  | المجموع               | 43     | 16      | 3      | 1       | –          | –          | 2      | 0       | –      | –       | 48      | 17      |
| أوستي ناد لابيم (إعارة) | 2005–06  | الدوري الوطني التشيكي | 15     | 6       | 4      | 2       | –          | –          | –      | –       | –      | –       | 19      | 8       |
| فولفسبورغ               | 2007–08  | الدوري الألماني       | 28     | 8       | 5      | 1       | –          | –          | –      | –       | –      | –       | 33      | 9       |
| فولفسبورغ               | 2008–09  | الدوري الألماني       | 32     | 26      | 2      | 6       | –          | –          | 8      | 4       | –      | –       | 42      | 36      |
| فولفسبورغ               | 2009–10  | الدوري الألماني       | 34     | 22      | 2      | 2       | –          | –          | 12     | 5       | –      | –       | 48      | 29      |
| فولفسبورغ               | 2010–11  | الدوري الألماني       | 17     | 10      | 2      | 1       | –          | –          | –      | –       | –      | –       | 19      | 11      |
| فولفسبورغ               | المجموع  | المجموع               | 111    | 66      | 11     | 10      | –          | –          | 20     | 9       | –      | –       | 142     | 85      |
| مانشستر سيتي            | 2010–11  | الدوري الإنجليزي      | 15     | 2       | 2      | 2       | –          | –          | 4      | 2       | –      | –       | 21      | 6       |
| مانشستر سيتي            | 2011–12  | الدوري الإنجليزي      | 30     | 14      | 0      | 0       | 4          | 3          | 8      | 1       | 1      | 1       | 43      | 19      |
| مانشستر سيتي            | 2012–13  | الدوري الإنجليزي      | 32     | 14      | 5      | 0       | 1          | 0          | 6      | 1       | 1      | 0       | 45      | 15      |
| مانشستر سيتي            | 2013–14  | الدوري الإنجليزي      | 31     | 16      | 5      | 2       | 5          | 6          | 7      | 2       | –      | –       | 48      | 26      |
| مانشستر سيتي            | 2014–15  | الدوري الإنجليزي      | 22     | 4       | 1      | 0       | 2          | 2          | 6      | 0       | 1      | 0       | 32      | 6       |
| مانشستر سيتي            | المجموع  | المجموع               | 130    | 50      | 13     | 4       | 12         | 11         | 31     | 6       | 3      | 1       | 189     | 72      |
| روما                    | 2015–16  | الدوري الإيطالي       | 31     | 8       | 1      | 0       | –          | –          | 7      | 2       | –      | –       | 39      | 10      |
| روما                    | 2016–17  | الدوري الإيطالي       | 37     | 29      | 4      | 2       | –          | –          | 10     | 8       | –      | –       | 51      | 39      |
| روما                    | 2017–18  | الدوري الإيطالي       | 36     | 16      | 1      | 0       | –          | –          | 12     | 8       | –      | –       | 49      | 24      |
| روما                    | 2018–19  | الدوري الإيطالي       | 6      | 1       | 0      | 0       | –          | –          | 2      | 3       | –      | –       | 8       | 4       |
| روما                    | المجموع  | المجموع               | 110    | 54      | 6      | 2       | –          | –          | 31     | 21      | –      | –       | 147     | 77      |
| الإجمالي                | الإجمالي | الإجمالي              | 444    | 195     | 43     | 20      | 12         | 11         | 85     | 36      | 3      | 1       | 587     | 263     |

### المنتخب
آخر تحديث 31 مارس 2021.
| المنتخب الوطني  | السنة   | المباريات | الأهداف |
| --------------- | ------- | --------- | ------- |
| البوسنة والهرسك | 2007    | 7         | 1       |
| البوسنة والهرسك | 2008    | 6         | 5       |
| البوسنة والهرسك | 2009    | 10        | 8       |
| البوسنة والهرسك | 2010    | 8         | 3       |
| البوسنة والهرسك | 2011    | 10        | 3       |
| البوسنة والهرسك | 2012    | 9         | 6       |
| البوسنة والهرسك | 2013    | 9         | 7       |
| البوسنة والهرسك | 2014    | 10        | 5       |
| البوسنة والهرسك | 2015    | 7         | 7       |
| البوسنة والهرسك | 2016    | 7         | 4       |
| البوسنة والهرسك | 2017    | 6         | 3       |
| البوسنة والهرسك | 2018    | 10        | 3       |
| البوسنة والهرسك | 2019    | 8         | 3       |
| البوسنة والهرسك | 2020    | 5         | 1       |
| البوسنة والهرسك | 2021    | 2         | 0       |
| المجموع         | المجموع | 114       | 59      |

## الإنجازات

### النادي
فولفسبورغ
- الدوري الألماني: 2008–09

 مانشستر سيتي
- الدوري الإنجليزي: 2011–12، 2013–14
- كأس الاتحاد الإنجليزي: 2010–11
- كأس رابطة الأندية الإنجليزية المحترفة: 2013–14
- درع الاتحاد الإنجليزي: 2012

 إنتر ميلان
- كأس إيطاليا: 2021–22، 2022–23
- كأس السوبر الإيطالي: 2023

## وصلات خارجية
- إدين دجيكو على موقع الاتحاد الدولي (مؤرشف)  (الإنجليزية)
- إدين دجيكو على موقع الاتحاد الأوربي (الإنجليزية)
- إدين دجيكو على موقع اتحاد تركيا (لاعب) (الإنجليزية)
- إدين دجيكو على موقع إي إس بي إن إف سي (الإنجليزية)
- إدين دجيكو على موقع قاعدة بيانات كرة القدم.إي يو (الإنجليزية)
- إدين دجيكو على موقع بيانات كرة القدم. دي إي (الألمانية)
- إدين دجيكو على موقع ليكيب (الفرنسية)
- إدين دجيكو على موقع ناشيونال فوتبول تيمز (الإنجليزية)
- إدين دجيكو على موقع Soccerbase.com (لاعب) (الإنجليزية)
- إدين دجيكو على موقع Soccerway.com (الإنجليزية)